# محمد صلاح دندراوي
محمد صلاح دندراوي (27 ديسمبر 1934 - 28 أغسطس 2011)، كاتب وأديب سعودي. ويعد من أحد الرموز المهمة والبارزة في الساحة الأدبية والفكرية والثقافية والصحافية في المملكة العربية السعودية، حيث أسهم مع عدد من الرموز في وضع الأسس الأولى للصحافة السعودية.

## حياته وبدايته
ولد محمد الدندراوي بمدينة قنا عاصمة محافظة قنا المصرية في السابع والعشرين من ديسمبر عام 1934 ميلادية لأسرة من أسر جنوب صعيد مصر التي انتقلت قديماً للاستقرار في الحجاز كالعديد من الأسر المصرية. بدايته كصحافي في صحيفة الندوة في العاصمة المقدسة، فقد شارك في وظيفة سكرتير تحرير بها في عام 1960 إبان رئاسة صالح محمد جمال وشقيقه أحمد، وكذلك في «مدرسة محمد سعيد العامودي» الذي كان يرأس تحرير مجلة الحج آنذاك.
ومن أبرز المحطات كذلك عمله بجريدة المدينة بعد انتقالها من المدينة المنورة إلى جدة، ليتسلم في فترة من فتراتها رئاسة التحرير، فقد جاءها بعد مرحلة مخاض صعبة، شهدت فيها الصحيفة عام 1964 تغيير ثلاثة رؤساء تحرير دفعة واحدة (محمد علي حافظ وعبد الحميد عنبر، وعزيز ضياء) واستقر وضع الصحيفة المهاجرة من جوار القبة الخضراء في المدينة المنورة إلى ساحل جدة بتسليم السيد «عثمان حافظ» مقاليد رئاسة التحرير، في فترة سبتمبر / أكتوبر عام 1966.

## حياته الأسرية
متزوج وله عدد من الأبناء منهم الإعلامية والصحفية سارة دندراوي.